# 氣體交換
氣體交換（gas exchange），是指生物把体内氧氣和二氧化碳的交換过程。
人體的細胞需要氧來進行呼吸作用，過程中產生二氧化碳，若二氧化碳累積在體內會對人造成傷害。為確保有充足的氧運到細胞，而二氧化碳可以帶走出身體。
細胞與外界環境之間必須不斷地進行氣體交換，對於細小的生物如：變形蟲等等，氣體交換只需經過身體表面的擴散進行，過程比較簡單。可是，對於身形較大的生物如人類，大多細胞都遠離外界，因為人體需要透過呼吸系統才能有效地進行氣體交換。在身體內，氣體經由運送系統，往來運送於氣體交換的地方和與體細胞之間。
健康成年人安靜時每分鐘約16至18次，而兒童每分鐘約20至30次，每次吸入和呼出氣體約各為500毫升。人們在不同條件下，他們的呼吸型式亦不同：以肋骨運動為主稱為「胸式呼吸」，以膈肌和腹直肌運動為主稱為「腹式呼吸」。
氣體交換受呼吸表面的影響：
1. 氣囊壁薄：氣囊只有一層上皮細胞，因此縮短氣體的擴散距離，有助提升氣體交換之效率；
2. 氣囊內壁濕潤：氣囊內壁有一層薄水膜，把氧氣溶解，因氧氣必先溶解，才利用擴散穿過氣囊壁
3. 氣囊表面積大（在右肺內氣囊總表積達90平方米，即等於半個標準網球場大小）：左和右的肺部由幾億個，大大增加了呼吸表面的表面積，有利於氣體交換；
4. 密集的微血管網：氧擴散到血液後，可迅速把其運走，保持血管網和氣囊化間有陡峭的濃度梯度，讓氧迅速擴散，提高氣體交換效率。

## 擴散
吸入空气中的氧分压比血液内的氧分压高，所以氧从肺泡气进入血液，而血液内的二氧化碳分压高于肺泡气的二氧化碳分压，所以二氧化碳由血液进入肺泡。
呼吸作用不断进行，使肺泡气不断更新，从而保证血液内的气体得以持续进行。
意義：生物體進行代謝作用時所需要的能量，必須由細胞內的養分（如葡萄糖）分解而來，這樣的過程稱為呼吸作用。